# Phymaturus manuelae
Phymaturus manuelae — вид ігуаноподібних ящірок родини Liolaemidae. Ендемік Аргентини.

## Поширення й екологія
Phymaturus manuelae відомі з типової місцевості, що лежить у провінції Ріо-Негро, за 26 км на захід від міста Комальйо. Вони живуть серед базальтових скель, на висоті 950 м над рівнем моря. Живляться рослинністю, живородні.